# Vesjegonsk
Vesjegonsk (rusky Весьегонск) je město v Tverské oblasti v Ruské federaci. Při sčítání lidu v roce 2010 měl přes sedm tisíc obyvatel a byl správním střediskem Vesjegonského rajónu.

## Poloha a doprava
Vesjegonsk leží na pravém, západním břehu Mology, přítoku Volhy, na nichž je na úrovni Vesjegonsku vzdutí Rybinské přehradní nádrže. V rámci Tverské oblasti leží v jejím severovýchodním cípu a od Tveru, správního střediska oblasti, je vzdálen přibližně 250 kilometrů severovýchodně.
Ve Vesjegonsku končí železniční trať z Moskvy vystavěná v letech 1899–1926.

## Dějiny
První zmínka o vsi Ves Jegonskaja je z roku 1524, přičemž jméno mělo význam vesnice na řece Jegně, a vesnice spadala pod Bežeck.
Od roku 1766 je městem.
V roce 1939 byla část města zatopena vzdutím Rybinské přehradní nádrže a zbytek získal status sídla městského typu. V roce 1953 došlo k opětovnému povýšení na město.

### Rodáci
- Nikolaj Vasiljevič Meškov (1851–1933), podnikatel a mecenáš
- Gurij Nikolajevič Savin (1907–1975), inženýr
- Pavel Petrovič Korovkin (1913–1985), matematik